# Уроборос

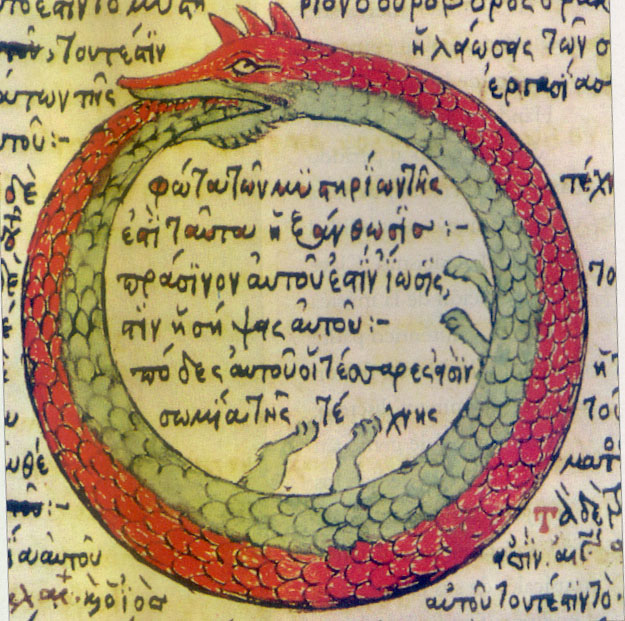
Изображение уробороса в алхимическом трактате 1478 г. Автор — Феодор Пелеканос (Θεόδωρος Πελεκάνος)

Уробо́рос (букв. — «хвостоед», от др.-греч. οὐροβόρος от οὐρά «хвост» + βορά «пища, еда») — свернувшийся в кольцо змей или ящерица, кусающий себя за хвост. Является одним из древнейших символов, известных человечеству, точное происхождение которого — исторический период и конкретную культуру — установить невозможно.
Этот символ имеет множество различных значений. Наиболее распространённая трактовка описывает его как репрезентацию вечности и бесконечности, в особенности — циклической природы жизни: чередования созидания и разрушения, жизни и смерти, постоянного перерождения и гибели. Символ уробороса имеет богатую историю использования в религии, магии, алхимии, мифологии и психологии. Одним из его аналогов является свастика — оба этих древних символа означают движение космоса.
Считается, что в западную культуру данный символ пришёл из Древнего Египта, где первые изображения свернувшейся в кольцо змеи датированы периодом между 1600 и 1100 годами до н. э.; они олицетворяли вечность и вселенную, а также цикл смерти и перерождения. Ряд историков полагает, что именно из Египта символ уробороса перекочевал в Древнюю Грецию, где стал использоваться для обозначения процессов, не имеющих начала и конца. Однако точно установить происхождение этого образа затруднительно, поскольку его близкие аналоги также встречаются в культурах Скандинавии, Индии, Китая и Греции.
Символ свернувшейся в кольцо змеи встречается в неявной форме в Мезоамерике, в частности, у ацтеков. При том, что змеи играли значительную роль в их мифологии, вопрос прямой связи пантеона ацтекских богов с уроборосом среди историков остаётся открытым — так, без каких-либо развёрнутых комментариев Б. Розен называет Кетцалькоатля, а М. Лопес — Коатликуэ.

## Древний Египет, Израиль и Греция

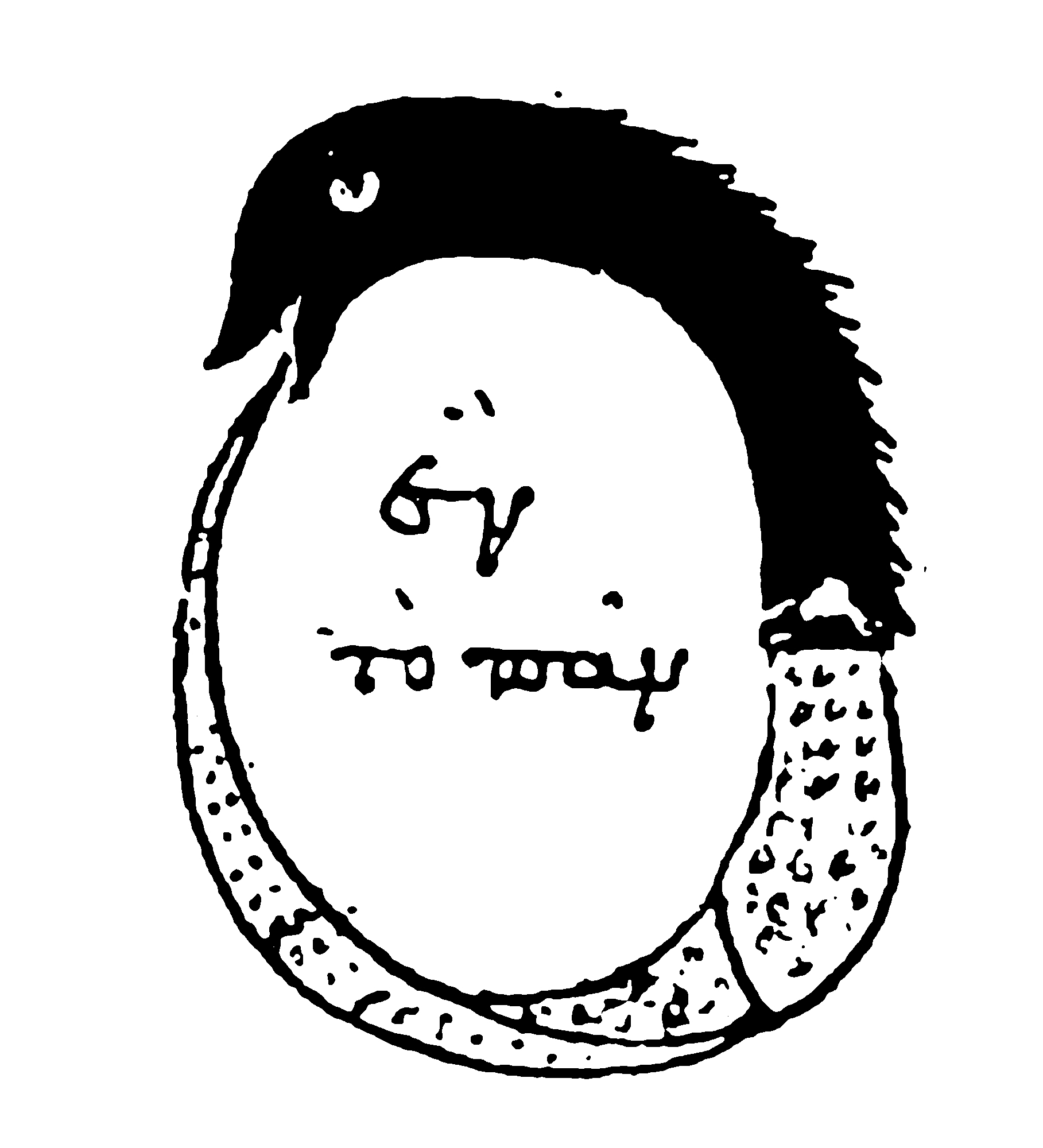
Изображение уробороса из книги «Chrysopoeia of Cleopatra» (эллинистический период)

Д. Бопри, описывая появление изображений уробороса в Древнем Египте, утверждает, что этот символ наносился на стены гробниц и обозначал стражника загробного мира, а также пороговый момент между смертью и перерождением. Первое появление знака уробороса в Древнем Египте датируется примерно 1600 годом до н. э. (по другим данным — 1100 годом). Свернувшаяся в кольцо змея, например, высечена на стенах храма Осириса в древнем городе Абидосе. Символ, помимо прочего, являлся репрезентацией продолжительности, вечности и/или бесконечности. В понимании египтян уроборос был олицетворением вселенной, рая, воды, земли и звёзд — всех существующих элементов, старых и новых. Сохранилась поэма, написанная фараоном Пианхи, в которой упоминается уроборос.
У. Беккер, говоря о символизме змей как таковых, отмечает, что евреи издревле рассматривали их в качестве угрожающих, злых существ. В тексте Ветхого Завета, в частности, змей причисляется к «нечистым» созданиям; он символизирует Сатану и зло в целом — так, Змей является причиной изгнания из рая Адама и Евы; взгляда, согласно которому между Змеем из райского сада и уроборосом ставился знак равенства, также придерживались некоторые гностические секты, к примеру, Офиты.
Историки полагают, что из Египта символ уробороса попал в Древнюю Грецию, где наравне с Фениксом стал олицетворять процессы, не имеющие конца и начала. В Греции змеи были предметом почитания, символом здоровья, а также связывались с загробным миром, что нашло отражение во множестве мифов и легенд. Само слово «дракон» (др.-греч. δράκων) переводится дословно как «змея».

## Древний Китай

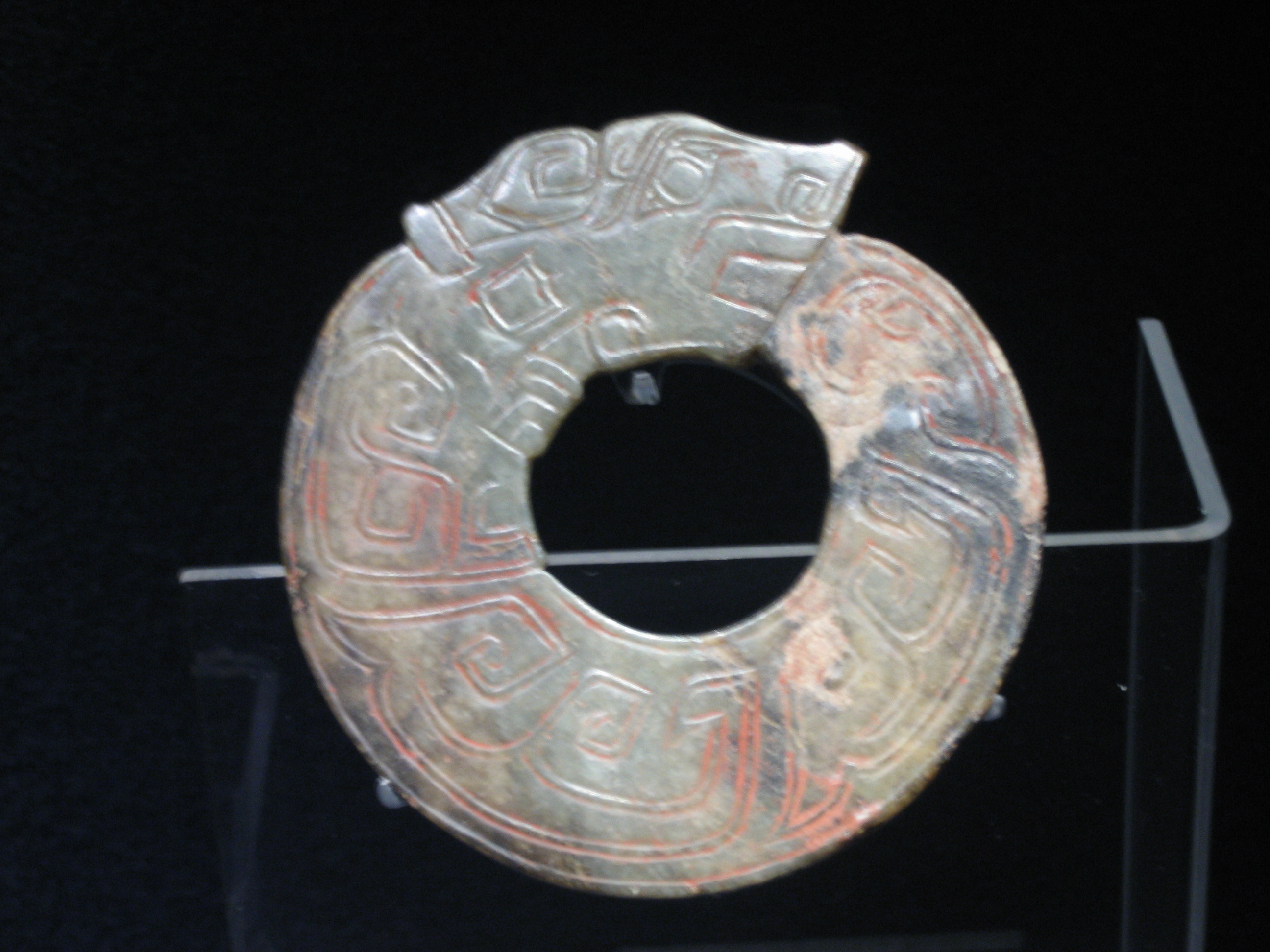
Свёрнутая змея эпохи Шан

Р. Робертсон и А. Комбс отмечают, что в Древнем Китае уроборос назывался «Zhulong» и изображался в виде создания, совмещающего в себе свинью и дракона, кусающего себя за хвост. Многие учёные придерживаются взгляда, что со временем данный символ претерпел значительные изменения и трансформировался в традиционного «китайского дракона», символизирующего удачу. Одни из первых упоминаний об уроборосе как символе датированы 4200 годом до н. э.. Первые находки фигурок свернувшихся в кольцо драконов относят к культуре Хуншань (4700—2900 до н. э.). Одна из них, в форме полного круга, находилась на груди покойника.
Также существует мнение, согласно которому с символом уробороса в древнекитайской натурфилософии напрямую связана монада, изображающая концепцию «инь и ян». Также для изображений уробороса в Древнем Китае характерно размещение яйца внутри пространства, которое охватывает телом змея; предполагается, что это является одноимённым символом, созданным самим Творцом. «Центр» уробороса — упомянутое пространство внутри кольца — в философии нашёл отражение в понятии «дао», что означает «путь человека».

## Древняя Индия

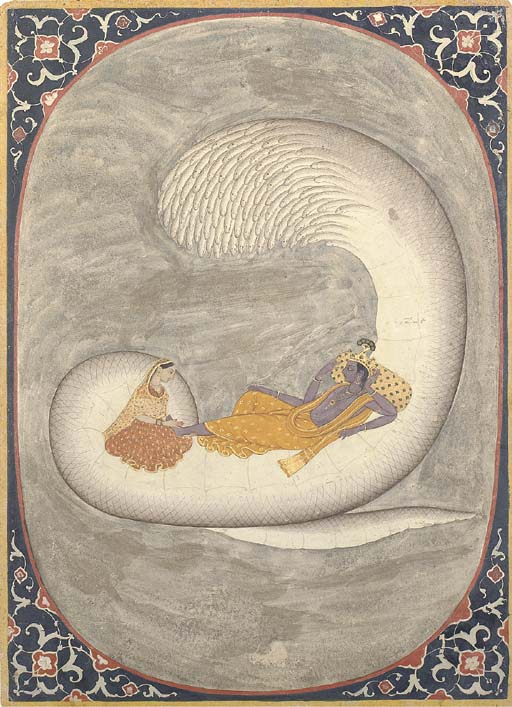
Вишну отдыхает на Шеше

В ведийской религии и индуизме в качестве одной из форм бога фигурирует Шеша (или Ананта-шеша). Изображения и описания Шеши в виде змеи, кусающей себя за хвост, комментирует Д. Торн-Бёрд, указывая на его связь с символом уробороса. С древних времён и по сей день в Индии почитались змеи (наги) — покровители водных путей, озёр и источников, а также воплощения жизни и плодородия. Кроме того, наги олицетворяют непреходящий цикл времени и бессмертие. Согласно легендам, все наги являются отпрысками трёх змеиных богов — Васуки, Такшаки и Шеши.
Изображение Шеши можно часто увидеть на картинах, изображающих свернувшуюся в клубок змею, на которой, скрестив ноги, восседает Вишну. Витки тела Шеши символизируют нескончаемый кругооборот времени. В более широкой трактовке мифа огромных размеров змея (наподобие кобры) обитает в мировом океане и имеет сотню голов. Пространство же, скрываемое массивным телом Шеши, включает в себя все планеты Вселенной; если быть точным, именно Шеша и держит эти планеты своими многочисленными головами, а также распевает хвалебные песни в честь Вишну. Образ Шеши, помимо прочего, также использовался как защитный тотем индийскими махараджами, поскольку существовало поверье, будто змей, опоясавший своим телом землю, охраняет её от злых сил. Само слово «Шеша» обозначает «остаток», что отсылает к остающемуся после того, как всё созданное вернётся обратно в первичную материю. По мнению Клауса Клостермайера, философское толкование образа Шеши даёт возможность понять историю с точки зрения философии индуизма, согласно которой история не ограничивается человеческой историей на планете Земля или историей одной отдельно взятой вселенной: существует бесчисленное множество вселенных, в каждой из которых постоянно разворачиваются какие-то события.

## Германо-скандинавская мифология

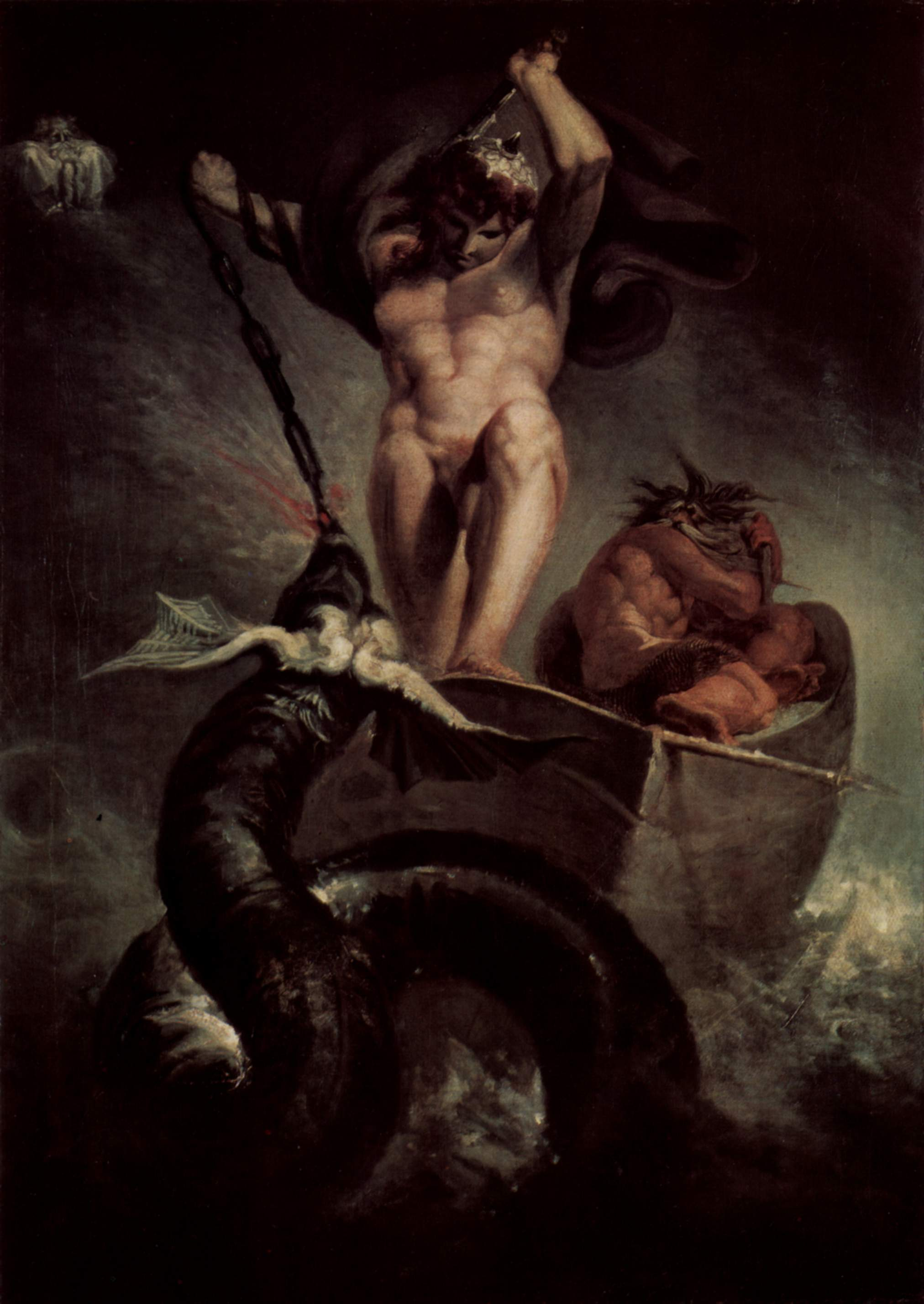
Рыбалка Тора. Г. Фюссли, 1788

В германо-скандинавской мифологии, как пишет Л. Фубистер, форму уробороса принимает Ёрмунганд (также называемый «Мидгардским змеем» или «Мидгардсормом», богом зла) — самец огромного змееподобного дракона, один из детей бога Локи и великанши Ангрбоды. Когда отец и предводитель асов Один узнал от норн, что Ёрмунганд убьёт Тора — он сослал его на дно морское. В океане Ёрмунганд разросся до столь больших размеров, что смог опоясать своим телом землю и укусить себя за хвост — именно здесь, в мировом океане, он будет находиться бо́льшую часть времени вплоть до наступления Рагнарёка, когда ему будет суждено в последней битве встретиться с Тором.
Скандинавские легенды содержат описание двух встреч змея и Тора до Рагнарёка. Первая встреча произошла, когда Тор отправился к королю гигантов, Утгарда-Локи, чтобы выдержать три испытания физической силы. Первым из заданий было поднять королевского кота. Хитрость Утгарда-Локи заключалась в том, что на самом деле то был Ёрмунганд, превращённый в кошку; это сильно осложняло выполнение задания — единственным, чего смог достичь Тор, было заставить животное оторвать одну лапу от пола. Король гигантов, впрочем, признал это успешным выполнением поставленной задачи и раскрыл обман. Данная легенда содержится в тексте «Младшей Эдды».
Второй раз Ёрмунганд и Тор встретились, когда последний вместе с Гимиром отправились на рыбалку. В качестве наживки использовалась бычья голова; когда лодка Тора проплывала над змеем, тот отпустил хвост и вцепился в наживку. Борьба продолжалась достаточно долго. Тору удалось вытащить голову чудовища на поверхность — он хотел поразить его ударом Мьёльнира, однако Гимир не выдержал вида корчащегося в агонии змея и перерезал леску, дав Ёрмунганду скрыться в пучине океана.
В ходе последней битвы (Рагнарёка), гибели Богов, Тор и Ёрмунганд встретятся в последний раз. Выбравшись из мирового океана, змей отравит своим ядом небо и землю, заставив водные просторы ринуться на сушу. Сразившись с Ёрмунгандом, Тор отобьёт голову чудовищу, однако сам сможет отойти только на девять шагов — брызжущий из тела чудовища яд поразит его насмерть.

## Гностицизм и алхимия

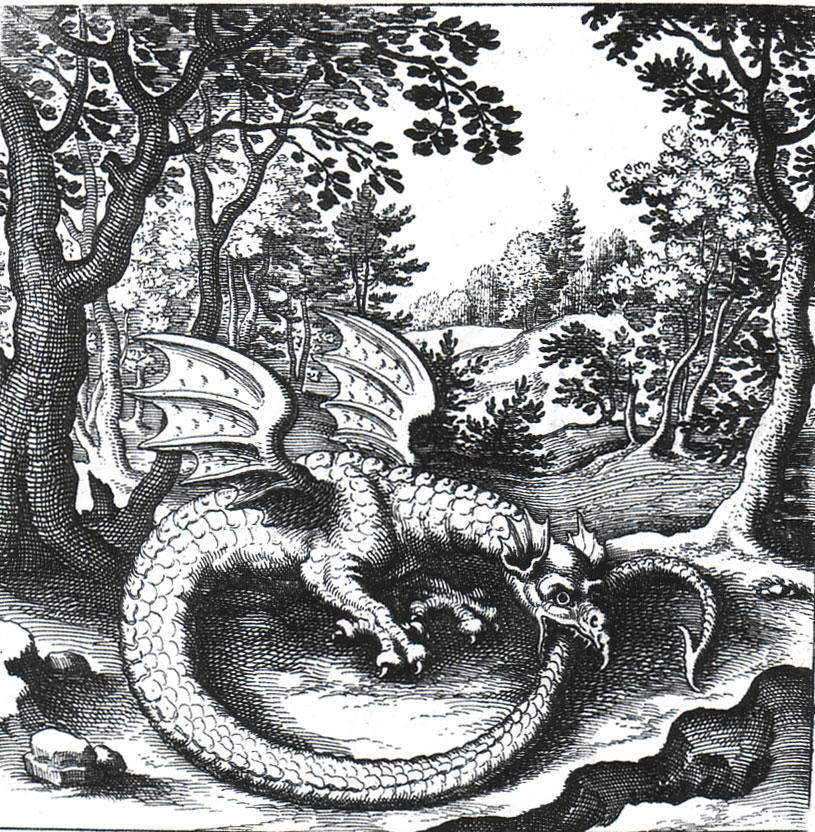
Уроборос. Гравюра Л. Дженниса из книги алхимических эмблем «Философский камень». 1625. Символическое «принесение в жертву», то есть укус за хвост змеи, означает приобщение к вечности в конце Великого делания

В учении христианских гностиков уроборос был отображением конечности материального мира. Один из ранних гностических трактатов «Pistis Sophia» давал следующее определение: «материальная тьма есть великий дракон, что держит хвост во рту, за пределами всего мира и окружая весь мир»; согласно этому же сочинению, тело мистической змеи имеет двенадцать частей (символически связывающихся с двенадцатью месяцами). В гностицизме уроборос олицетворяет одновременно и свет (др.-греч. ἀγαθοδαίμων — дух добра), и тьму (κακοδαίμων — дух зла). Тексты, обнаруженные в Наг-Хаммади, содержат ряд отсылок к уроборостической природе создания и распада всего мироздания, которые напрямую связаны с великим змием. Образ свернувшегося в кольцо змея играл заметную роль в гностическом учении — к примеру, в его честь были названы несколько сект.
Средневековые алхимики использовали символ уробороса для обозначения множества «истин»; так, на различных ксилографиях XVIII века змей, кусающий свой хвост, изображался практически на каждом из этапов алхимического действа. Частым было также изображение уробороса совместно с философским яйцом (одним из важнейших элементов для получения философского камня). Алхимики считали уробороса отображением циклического процесса, в котором нагревание, испарение, охлаждение и конденсация жидкости способствуют процессу очищения элементов и преобразования их в философский камень или в золото.
Для алхимиков уроборос был воплощением цикла смерти и перерождения, одной из ключевых идей дисциплины; змей, кусающий себя за хвост, олицетворял законченность процесса трансформации, преобразования четырёх элементов. Таким образом, уроборос являл «opus circulare» (или «opus circularium») — течение жизни, то, что буддисты называют «Бхавачакра», колесо бытия. В данном смысле символизируемое уроборосом было наделено крайне позитивным смыслом, оно являлось воплощением цельности, полного жизненного цикла. Свернувшийся в кольцо змей очерчивал хаос и сдерживал его, поэтому воспринимался в виде «prima materia»; уроборос часто изображался двухголовым и/или имеющим сдвоенное тело, таким образом олицетворяя единство духовности и бренности бытия.

## Новейшее время

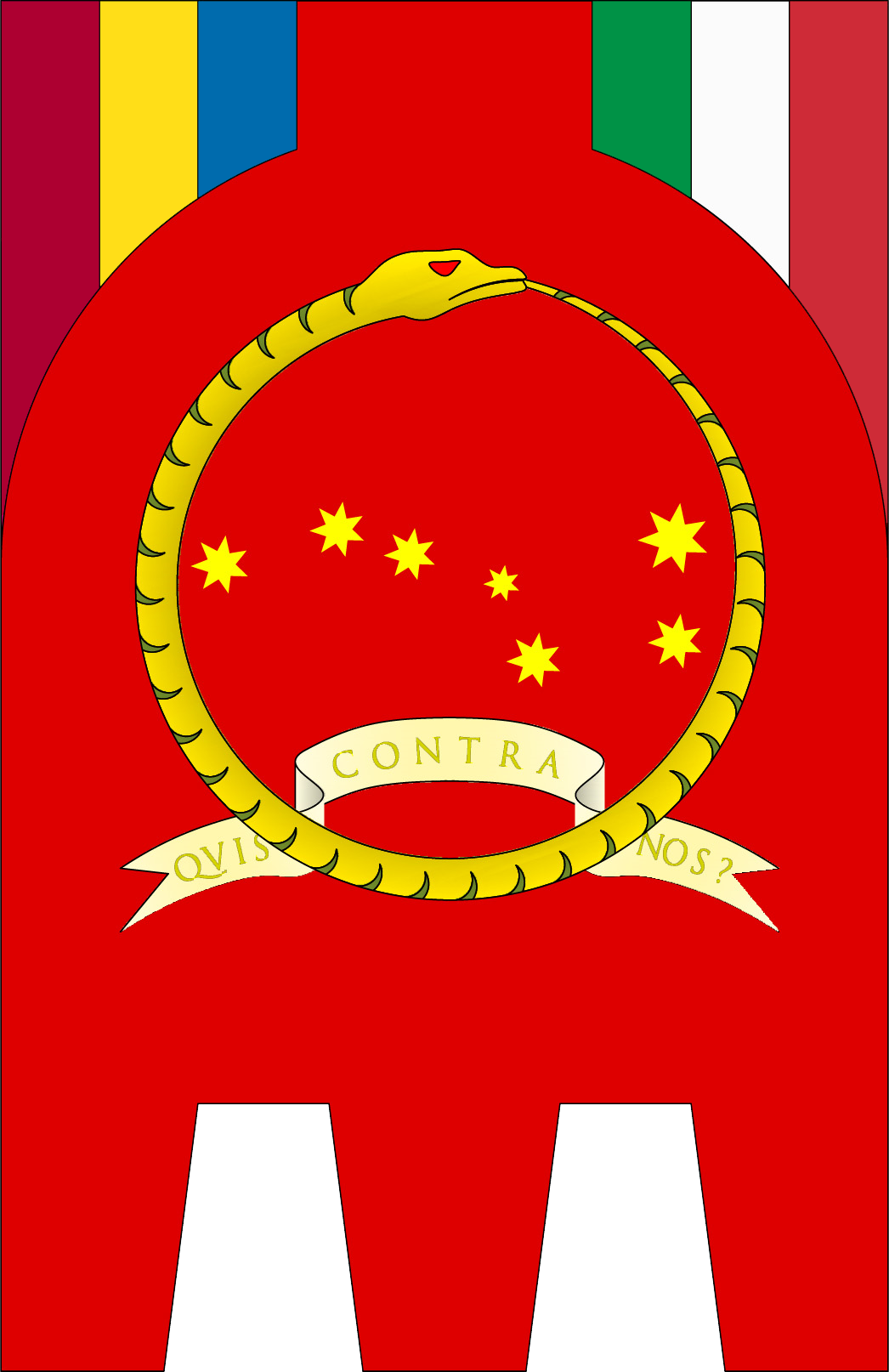
Флаг Республики Фиуме (1919—1920)

Знаменитый английский алхимик и эссеист сэр Томас Браун (1605—1682) в своём трактате «Письмо другу», перечисляя тех, кто умер в день рождения, изумлялся тому, что первый день жизни столь часто совпадает с последним и что «хвост змеи возвращается к ней в пасть ровно в то же время». Он также считал уробороса символом единства всех вещей. Немецкий химик Фридрих Август Кекуле (1829—1896) утверждал, что приснившееся ему кольцо в форме уробороса натолкнуло его на открытие циклической формулы бензола.
Печать Теософского общества, основанного Еленой Блаватской, имеет форму увенчанного омом уробороса, внутри которого расположены другие символы: шестиконечная звезда, анх и свастика. Изображение уробороса используется масонскими великими ложами в качестве одного из главных отличительных символов. Основной идеей, вкладываемой в использование этого символа, является вечность и непрерывность существования организации. Уроборос можно увидеть на гербовой печати Великого востока Франции и Объединённой великой ложи России.
Уроборос также изображался на гербах, например, рода Доливо-Добровольские, венгерского города Хайдубёсёрмень и самопровозглашённой Республики Фиуме. Изображение свернувшейся в кольцо змеи можно встретить на современных картах Таро; используемая для гаданий карта с изображением уробороса означает бесконечность.
Образ уробороса активно используется в художественных фильмах и литературе: например, в «Бесконечной истории» Петерсена, «Красном карлике» Гранта и Нейлора, «Священная книга оборотня» Пелевина, «Стальном алхимике» Аракавы, «Колесе Времени» Джордана, в сериалах «Хелмок гроув», «12 обезьян» и «Секретных материалах» (серия «Never Again») Картера. Мотив закольцованной змеи часто встречается в татуировках, найдя отображение в виде рисунков, имитирующих различные узлы и в целом относящихся к кельтскому искусству. Помимо прочего, символ уробороса используется в архитектуре для декорирования полов и фасадов зданий.
Американский физик и биолог Р. Фокс в книге «Энергия и эволюция жизни на Земле» использует образ уробороса для иллюстрации одной из фундаментальных проблем теории зарождения жизни: для синтеза белков нужны нуклеиновые кислоты, а для их синтеза — белки (по современным представлениям проблема решается с помощью гипотезы «мира РНК»).
Паисий Святогорец говорил о последних временах: «Написано, что когда распространится эмблема со змеёй, пожирающей собственный хвост, это будет значить, что евреи поработили весь мир. Сейчас этот знак поставили на некоторые денежные купюры. Число 666 распространяется уже и в Китае, и в Индии».
Британский писатель Эрик Рюкер Эддисон считается одним из основателей литературного жанра фэнтези. И главным его произведением был фэнтезийный роман «Змей Уроборос» (1922).
Характерной чертой основного текста экспериментального романа «Поминки по Финнегану» (1923—1939) ирландского писателя Джеймса Джойса является мотив бесконечного возвращения (структура Уробороса).

### Аналитическая психология
В теории архетипов, согласно мнению Карла Густава Юнга, уроборос является символом, предполагающим темноту и саморазрушение одновременно с плодородностью и творческой потенцией. Этот знак отображает этап, существующий между описанием и разделением противоположностей (принцип, согласно которому дуализм является неискоренимым и незаменимым условием всей психической жизни). Данная идея в дальнейшем была развита учеником Юнга Эрихом Нойманном, выдвинувшим предположение, что уроборос, понимаемый как метафора, является ранней стадией развития личности. Закольцованная форма зме́я, таким образом, показывает недифференцированность инстинктов жизни и смерти, равно как любви и агрессии, а также фрагментированную самость (то есть отсутствие различий между субъектом и объектом). По Нойманну, эта стадия развития, получившая название «уроборической», являет фантазии чистоты и партеногенеза у младенца.
В более поздних исследованиях юнгианцев архетип уробороса уже понимается шире — в качестве единого целого, объединяющего сознание и бессознательное, и содержащего в себе как маскулинную, так и феминную сущности. В ходе же прохождения индивидуумом уроборической стадии развития (по Нойманну) составляющее уробороса разделяется на непосредственно Эго и Мировых родителей (архетип, являющийся фундаментом для ожиданий и чувств человека по отношению к родителям). Поскольку архетип Мировых родителей на данном этапе становится в позицию конфронтации с Эго, их взаимодействие является первым этапом становления бессознательной самости человека, Героя.

## См.также
- Змея, кусающая свой хвост в словаре масонских терминов